# Lijst van Italiaanse ministers van Arbeid en Sociale Zaken

## Ministers van Arbeid en Sociale Zaken (1951–heden)
| Minister van Arbeid en Sociale Zaken | Minister van Arbeid en Sociale Zaken | Minister van Arbeid en Sociale Zaken | Ambtstermijn              | Ambtstermijn     | Partij(en)                 | Premier(s)                       | Kabinet(en)     |
| ------------------------------------ | ------------------------------------ | ------------------------------------ | ------------------------- | ---------------- | -------------------------- | -------------------------------- | --------------- |
|                                      | Leopoldo Rubinacci                   | Leopoldo Rubinacci (1903–1969)       | 25 juli 1951              | 18 januari 1954  | DC                         | Alcide De Gasperi (1945–1953)    | De Gasperi VIII |
| Giuseppe Pella (1953–1954)           | Leopoldo Rubinacci                   | Leopoldo Rubinacci (1903–1969)       | 25 juli 1951              | 18 januari 1954  | DC                         | Pella                            |                 |
|                                      | Luigi Gui                            | Luigi Gui (1914–2010)                | 18 januari 1954           | 10 februari 1954 | DC                         | Amintore Fanfani (1954)          | Fanfani I       |
|                                      | Ezio Vigorelli                       | Ezio Vigorelli (1892–1964)           | 10 februari 1954          | 20 mei 1957      | PSDI                       | Mario Scelba (1954–1955)         | Scelba          |
| Antonio Segni (1955–1957)            | Ezio Vigorelli                       | Ezio Vigorelli (1892–1964)           | 10 februari 1954          | 20 mei 1957      | PSDI                       | Segni I                          |                 |
|                                      | Luigi Gui                            | Luigi Gui (1914–2010)                | 20 mei 1957               | 18 juni 1958     | DC                         | Adone Zoli (1957–1958)           | Zoli            |
|                                      | Adone Zoli                           | Adone Zoli (1887–1960)               | 18 juni 1958              | 1 juli 1958      | DC                         | Adone Zoli (1957–1958)           | Zoli            |
|                                      | Ezio Vigorelli                       | Ezio Vigorelli (1892–1964)           | 1 juli 1958               | 15 februari 1959 | PSDI                       | Amintore Fanfani (1958–1959)     | Fanfani II      |
|                                      | Benigno Zaccagnini                   | Benigno Zaccagnini (1912–1989)       | 15 februari 1959          | 26 juli 1960     | DC                         | Antonio Segni (1959–1960)        | Segni II        |
| Fernando Tambroni (1960)             | Benigno Zaccagnini                   | Benigno Zaccagnini (1912–1989)       | 15 februari 1959          | 26 juli 1960     | DC                         | Tambroni                         |                 |
|                                      | Fiorentino Sullo                     | Fiorentino Sullo (1921–2000)         | 26 juli 1960              | 20 februari 1962 | DC                         | Amintore Fanfani (1960–1963)     | Fanfani III     |
|                                      | Virginio Bertinelli                  | Virginio Bertinelli (1901–1973)      | 20 februari 1962          | 20 juni 1963     | PSDI                       | Amintore Fanfani (1960–1963)     | Fanfani IV      |
|                                      | Umberto Delle Fave                   | Umberto Delle Fave (1912–1986)       | 20 juni 1963              | 5 december 1963  | DC                         | Giovanni Leone (1963)            | Leone I         |
|                                      | Giacinto Bosco                       | Giacinto Bosco (1905–1997)           | 5 december 1963           | 22 juli 1964     | DC                         | Aldo Moro (1963–1968)            | Moro I          |
|                                      | Umberto Delle Fave                   | Umberto Delle Fave (1912–1986)       | 22 juli 1964              | 24 februari 1966 | DC                         | Aldo Moro (1963–1968)            | Moro II         |
|                                      | Giacinto Bosco                       | Giacinto Bosco (1905–1997)           | 24 februari 1966          | 12 december 1968 | DC                         | Aldo Moro (1963–1968)            | Moro III        |
| Giovanni Leone (1968)                | Giacinto Bosco                       | Giacinto Bosco (1905–1997)           | 24 februari 1966          | 12 december 1968 | DC                         | Leone II                         |                 |
|                                      | Giacomo Brodolinii                   | Giacomo Brodolini (1920–1969)        | 12 december 1968          | 6 augustus 1969  | PSI                        | Mariano Rumor (1968–1970)        | Rumor I         |
|                                      | Carlo Donat-Cattin                   | Carlo Donat- Cattin (1919–1991)      | 6 augustus 1969           | 26 juni 1972     | DC                         | Mariano Rumor (1968–1970)        | Rumor II        |
| Rumor III                            | Carlo Donat-Cattin                   | Carlo Donat- Cattin (1919–1991)      | 6 augustus 1969           | 26 juni 1972     | DC                         | Mariano Rumor (1968–1970)        |                 |
| Emilio Colombo (1970–1972)           | Carlo Donat-Cattin                   | Carlo Donat- Cattin (1919–1991)      | 6 augustus 1969           | 26 juni 1972     | DC                         | Colombo                          |                 |
| Giulio Andreotti (1972–1973)         | Carlo Donat-Cattin                   | Carlo Donat- Cattin (1919–1991)      | 6 augustus 1969           | 26 juni 1972     | DC                         | Andreotti I                      |                 |
| Giulio Andreotti (1972–1973)         |                                      | Dionigi Coppo                        | Dionigi Coppo (1921–2003) | 26 juni 1972     | 7 juli 1973                | DC                               | Andreotti II    |
|                                      | Luigi Bertoldi                       | Luigi Bertoldi (1920–2001)           | 7 juli 1973               | 24 november 1974 | PSI                        | Mariano Rumor (1973–1974)        | Rumor IV        |
| Rumor V                              | Luigi Bertoldi                       | Luigi Bertoldi (1920–2001)           | 7 juli 1973               | 24 november 1974 | PSI                        | Mariano Rumor (1973–1974)        |                 |
|                                      | Mario Toros                          | Mario Toros (1922–2018)              | 24 november 1974          | 30 juli 1976     | DC                         | Aldo Moro (1974–1976)            | Moro IV         |
| Moro V                               | Mario Toros                          | Mario Toros (1922–2018)              | 24 november 1974          | 30 juli 1976     | DC                         | Aldo Moro (1974–1976)            |                 |
|                                      | Tina Anselmi                         | Tina Anselmi (1927–2016)             | 30 juli 1976              | 12 maart 1978    | DC                         | Giulio Andreotti (1976–1979)     | Andreotti III   |
|                                      | Vincenzo Scotti                      | Vincenzo Scotti (1933)               | 12 maart 1978             | 4 april 1980     | DC                         | Giulio Andreotti (1976–1979)     | Andreotti IV    |
| Andreotti V                          | Vincenzo Scotti                      | Vincenzo Scotti (1933)               | 12 maart 1978             | 4 april 1980     | DC                         | Giulio Andreotti (1976–1979)     |                 |
| Francesco Cossiga (1979–1980)        | Vincenzo Scotti                      | Vincenzo Scotti (1933)               | 12 maart 1978             | 4 april 1980     | DC                         | Cossiga I                        |                 |
| Francesco Cossiga (1979–1980)        |                                      | Vincenzo Scotti                      | Franco Foschi (1931–2007) | 4 april 1980     | 28 juni 1981               | DC                               | Cossiga I       |
| Arnaldo Forlani (1979–1980)          | Forlani                              | Vincenzo Scotti                      | Franco Foschi (1931–2007) | 4 april 1980     | 28 juni 1981               | DC                               |                 |
|                                      | Michele Di Giesi                     | Michele Di Giesi (1927–1983)         | 28 juni 1981              | 1 december 1982  | PSDI                       | Giovanni Spadolini (1981–1982)   | Spadolini I     |
| Spadolini II                         | Michele Di Giesi                     | Michele Di Giesi (1927–1983)         | 28 juni 1981              | 1 december 1982  | PSDI                       | Giovanni Spadolini (1981–1982)   |                 |
|                                      | Vincenzo Scotti                      | Vincenzo Scotti (1933)               | 1 december 1982           | 4 augustus 1983  | DC                         | Amintore Fanfani (1982–1983)     | Fanfani V       |
|                                      | Gianni De Michelis                   | Gianni De Michelis (1940–2019)       | 4 augustus 1983           | 17 april 1987    | PSI                        | Bettino Craxi (1983–1987)        | Craxi I         |
| Craxi II                             | Gianni De Michelis                   | Gianni De Michelis (1940–2019)       | 4 augustus 1983           | 17 april 1987    | PSI                        | Bettino Craxi (1983–1987)        |                 |
|                                      | Ermanno Gorrieri                     | Ermanno Gorrieri (1920–2004)         | 17 april 1987             | 28 juli 1987     | O                          | Amintore Fanfani (1987)          | Fanfani VI      |
|                                      | Rino Formica                         | Rino Formica (1927)                  | 28 juli 1987              | 22 juli 1989     | PSI                        | Giovanni Goria (1987–1988)       | Goria           |
| Ciriaco De Mita (1988–1989)          | Rino Formica                         | Rino Formica (1927)                  | 28 juli 1987              | 22 juli 1989     | PSI                        | De Mita                          |                 |
|                                      | Carlo Donat-Cattin                   | Carlo Donat- Cattin (1919–1991)      | 22 juli 1989              | 17 maart 1991    | DC                         | Giulio Andreotti (1989–1992)     | Andreotti VI    |
|                                      | Rosa Russo Iervolino                 | Rosa Russo Iervolino (1936)          | 18 maart 1991             | 11 april 1991    | DC                         | Giulio Andreotti (1989–1992)     | Andreotti VI    |
|                                      | Franco Marini                        | Franco Marini (1933–2021)            | 11 april 1991             | 28 juni 1992     | DC                         | Giulio Andreotti (1989–1992)     | Andreotti VII   |
|                                      | Nino Cristofori                      | Nino Cristofori (1930–2015)          | 28 juni 1992              | 28 april 1993    | DC                         | Giuliano Amato (1992–1993)       | Amato I         |
|                                      | Gino Giugni                          | Gino Giugni (1927–2009)              | 28 april 1993             | 10 mei 1994      | PSI                        | Carlo Azeglio Ciampi (1993–1994) | Ciampi          |
|                                      | Clemente Mastella                    | Clemente Mastella (1947)             | 10 mei 1994               | 17 januari 1995  | CCD                        | Silvio Berlusconi (1994–1995)    | Berlusconi I    |
|                                      | Tiziano Treu                         | Tiziano Treu (1939)                  | 17 januari 1995           | 21 oktober 1998  | O                          | Lamberto Dini (1995–1996)        | Dini            |
|                                      | Tiziano Treu                         | Tiziano Treu (1939)                  | 17 januari 1995           | 21 oktober 1998  | RI                         | Romano Prodi (1996–1998)         | Prodi I         |
|                                      | Antonio Bassolino                    | Antonio Bassolino (1947)             | 21 oktober 1998           | 21 juni 1999     | DS                         | Massimo D'Alema (1998–2000)      | D'Alema I       |
|                                      | Cesare Salvi                         | Cesare Salvi (1948)                  | 21 juni 1999              | 11 juni 2001     | DS                         | Massimo D'Alema (1998–2000)      | D'Alema I       |
| DS                                   | Cesare Salvi                         | Cesare Salvi (1948)                  | 21 juni 1999              | 11 juni 2001     | D'Alema II                 | Massimo D'Alema (1998–2000)      |                 |
| DS                                   | Cesare Salvi                         | Cesare Salvi (1948)                  | 21 juni 1999              | 11 juni 2001     | Giuliano Amato (2000–2001) | Amato II                         |                 |
|                                      | Roberto Maroni                       | Roberto Maroni (1955–2022)           | 11 juni 2001              | 17 mei 2006      | LN                         | Silvio Berlusconi (2001–2006)    | Berlusconi II   |
| Berlusconi III                       | Roberto Maroni                       | Roberto Maroni (1955–2022)           | 11 juni 2001              | 17 mei 2006      | LN                         | Silvio Berlusconi (2001–2006)    |                 |
|                                      | Cesare Damiano                       | Cesare Damiano (1948)                | 17 mei 2006               | 8 mei 2008       | DS (2006–07)               | Romano Prodi (2006–2008)         | Prodi II        |
|                                      | Cesare Damiano                       | Cesare Damiano (1948)                | 17 mei 2006               | 8 mei 2008       | DP (2007–08)               | Romano Prodi (2006–2008)         | Prodi II        |
|                                      | Maurizio Sacconi                     | Maurizio Sacconi (1950)              | 8 mei 2008                | 16 november 2011 | PdL                        | Silvio Berlusconi (2008–2011)    | Berlusconi IV   |
|                                      | Elsa Fornero                         | Elsa Fornero (1948)                  | 16 november 2011          | 28 april 2013    | O                          | Mario Monti (2011–2013)          | Monti           |
|                                      | Enrico Giovannini                    | Enrico Giovannini (1957)             | 28 april 2013             | 22 februari 2014 | O                          | Enrico Letta (2013–2014)         | Letta           |
|                                      | Giuliano Poletti                     | Giuliano Poletti (1951)              | 22 februari 2014          | 1 juni 2018      | O                          | Matteo Renzi (2014–2016)         | Renzi           |
| Paolo Gentiloni (2016–2018)          | Giuliano Poletti                     | Giuliano Poletti (1951)              | 22 februari 2014          | 1 juni 2018      | O                          | Gentiloni                        |                 |
|                                      | Luigi Di Maio                        | Luigi Di Maio (1986)                 | 1 juni 2018               | 5 september 2019 | M5S                        | Giuseppe Conte (2018–2021)       | Conte I         |
|                                      | Nunzia Catalfo                       | Nunzia Catalfo (1967)                | 5 september 2019          | 13 februari 2021 | M5S                        | Giuseppe Conte (2018–2021)       | Conte II        |
|                                      | Andrea Orlando                       | Andrea Orlando (1969)                | 13 februari 2021          | 22 oktober 2022  | DP                         | Mario Draghi (2021–2022)         | Draghi          |
|                                      | Marina Elvira Calderone              | Marina Elvira Calderone (1965)       | 22 oktober 2022           | heden            | O                          | Giorgia Meloni (sinds 2022)      | Meloni          |